# Bellevigne-en-Layon
Bellevigne-en-Layon é uma comuna francesa na região administrativa da Pays de la Loire, no departamento de Maine-et-Loire. Estende-se por uma área de 94,37 km². Em 2010 a comuna tinha 5 854 habitantes (densidade: 62 hab./km²).
A municipalidade foi estabelecida em 1 de janeiro de 2016 e consiste na fusão das antigas comunas de Thouarcé, Champ-sur-Layon, Faveraye-Mâchelles, Faye-d'Anjou e Rablay-sur-Layon.